# 1323
Пізнє Середньовіччя •  Реконкіста •  Ганза •  Авіньйонський полон пап •  Монгольська імперія

## Геополітична ситуація
Андронік II Палеолог є імператором Візантійської імперії (до 1328). За титул короля Німеччини ведуть боротьбу Фрідріх Австрійський та Людвіг Баварський. У Франції на трон зійшов Карл IV Красивий (до 1328).
Апеннінський півострів розділений: північ належить Священній Римській імперії, середню частину займає Папська область, південь належить Неаполітанському королівству. Деякі міста півночі: Венеція, Піза, Генуя тощо, мають статус міст-республік. Триває боротьба гвельфів та гібелінів.
Майже весь Піренейський півострів займають християнські Кастилія і Леон, Арагонське королівство та Португалія, під владою маврів залишилися тільки землі на самому півдні. Едуард II є королем Англії (до 1327), Магнус Еріксон — королем Норвегії та Швеції (до 1364). Королем Данії є Хрістофер II (до 1326), королем Польщі — Владислав I Локетек (до 1333).
Руські землі перебувають під владою Золотої Орди. Почалося захоплення територій сучасних України й Білорусі Литвою. Галицько-Волинське князівство очолив Володимир Львович. Дмитро Михайлович Грізні Очі має ярлик на Володимиро-Суздальське князівство (до 1325).
Монгольська імперія займає більшу частину Азії, але вона розділена на окремі улуси, що воюють між собою. У Китаї, зокрема, править монгольська династія Юань. У Єгипті владу утримують мамлюки. Мариніди правлять у Магрибі. Делійський султанат є наймогутнішою державою Північної Індії, а на півдні Індії панують держава Хойсалів та держава Пандья. В Японії триває період Камакура.
Цивілізація мая переживає посткласичний період. Почали зароджуватися цивілізація ацтеків та інків.

## Події
- Загинули галицько-волинські князі Лев Юрійович та Андрій Юрійович. Князівство перейшло до Володимира Львовича.
- Нетеберзький мир між Швецією та Новгородською республікою вперше затвердив спільні кордони.
- Гедимін у листі вперше назвав Вільнюс своєю столицею.
- Царем Болгарії став Михайло I Шишман.
- У Фландрії почалося селянське повстання, що триватиме до 1328 року.
- На Сардинії відбулася різанина пізанців, що призведе наступного року до переходу острова під владу арагонського короля.
- Король Англії Едуард II та король Шотландії Роберт I Брюс підписали мир, що триватиме 13 років.
- Між Англією та Францією спалахнула війна в Гієні, володінні англійського короля на правах васала короля французького.
- Папа римський Іван XXII канонізував Тому Аквінського.
- Іван XXII скасував обрання королями Німеччини як Людвіга Баварського, так і Фрідріха Австрійського.
- Внаслідок змови великим ханом монголів та імператором Китаю з династії Юань став Єсун-Темур.
- Ліквідовано Переяславське князівство